# 海城镇 (海原县)
海城镇，是中华人民共和国宁夏回族自治区中卫市海原县下辖的一个乡镇级行政单位。

## 行政区划
海城镇下辖以下地区：
山门村、水洼村、段塬村、高台村、堡子村、武塬村和王井村。